# St. Cäcilia (Mosbach)

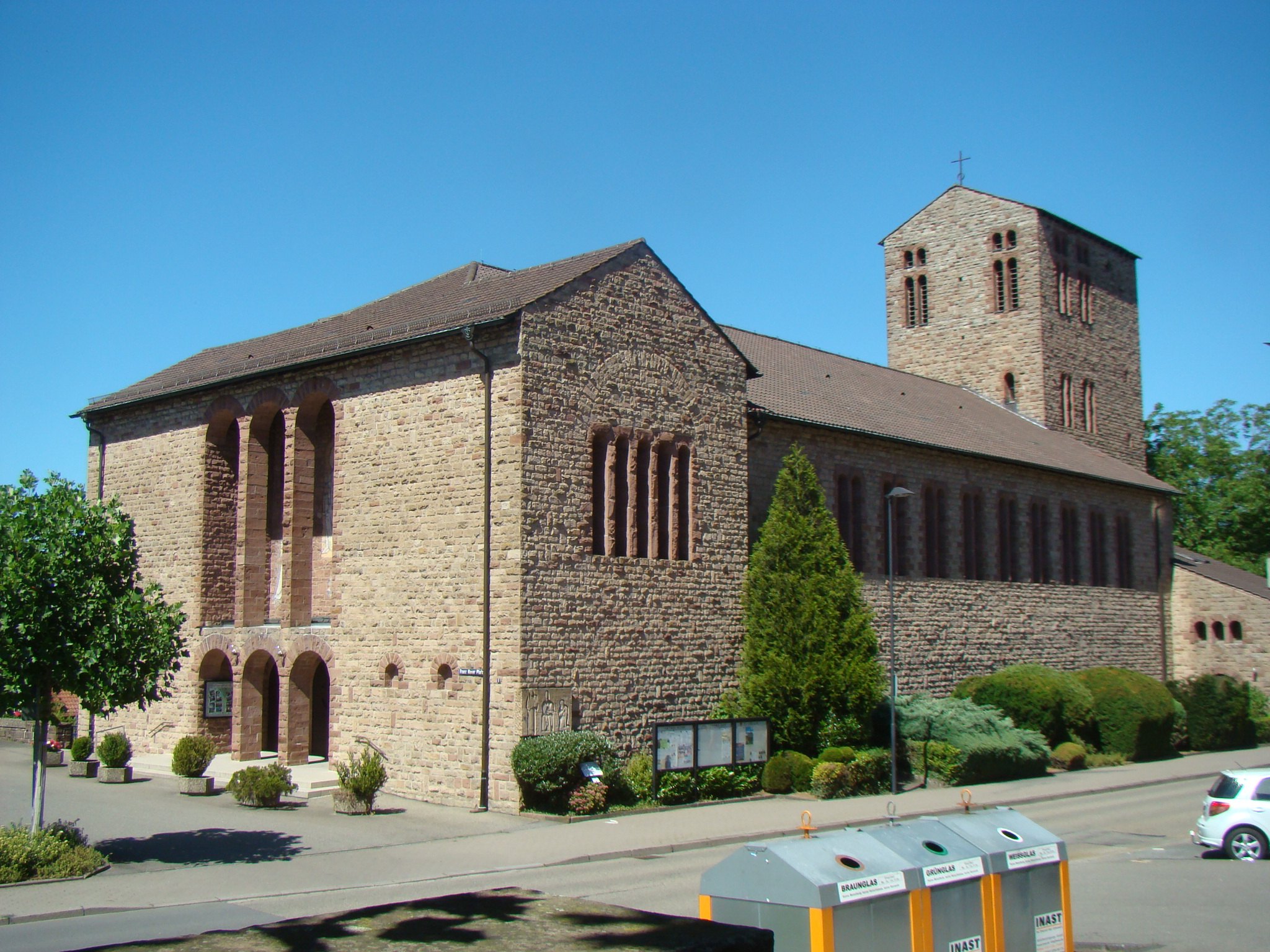
St. Cäcilia in Mosbach

Die römisch-katholische Pfarrkirche St. Cäcilia in Mosbach im Neckar-Odenwald-Kreis (Baden-Württemberg) wurde 1934–1935 nach Entwurf des Architekten Hans Herkommer errichtet und steht seit 1983 unter Denkmalschutz.

## Geschichte
In Mosbach bestand bereits seit dem Mittelalter eine Cäcilienkirche. Sie wurde 1557 im Zuge der Reformation teilweise abgerissen und zum Mosbacher Rathaus umgebaut. Für die damals rein evangelische Gemeinde stand noch die Stiftskirche St. Juliana zur Verfügung, die im Zuge der Glaubenswechsel der Kurpfalz im Jahr 1698 schließlich zur Simultankirche wurde, was sie bis in die Gegenwart blieb. Um das Jahr 1900 war die Simultankirche zu klein für die etwa 1900 Personen zählende römisch-katholische Gemeinde geworden. 1913 wurde ein Kirchenbaufonds zur Errichtung eines Kirchenneubaus gegründet, der zwar im Lauf der Zeit rund 45.000 Mark sammelte, die jedoch in den Inflationsjahren verlorengingen. 1926 gründete sich ein Kirchenbauverein, um den Neubau wieder voranzutreiben.
Als Standort für einen Kirchenneubau hatte Erzbischof Thomas Nörber bereits 1914 den Schlossgarten am Rand der Altstadt bevorzugt, wo die Gemeinde im Dezember 1924 ein 4800 m² großes Grundstück erwarb. Im Jahr 1929 wurde auf Wunsch von Stadtpfarrer Franz Roser (1882–1945) der auf dem Gebiet des Kirchenbaus renommierte Stuttgarter Architekt Hans Herkommer (1887–1956) mit den Planungen für die Kirche und das zugehörige Pfarrhaus beauftragt. Nach mehreren Studien entstand 1933 der endgültige Entwurf. Der erste Spatenstich erfolgte am 27. Mai 1934, die Grundsteinlegung knapp acht Wochen später. Am 22. November 1934 wurde das Richtfest gefeiert. Die Kirche wurde am 29. September 1935 von Weihbischof Wilhelm Burger feierlich geweiht.
Ab 1946 war Josef Krämer (1901–1991) Pfarrer an St. Cäcilia. Er setzte sich insbesondere für den sozialen Wohnungsbau in Mosbach ein und bekam dafür den Beinamen „Baudekan“ und später auch die Ehrenbürgerwürde der Stadt. Seine Baubestrebungen machten sich auch in der Entwicklung der Baulichkeiten der Kirchengemeinde bemerkbar. Die in der Nachbarschaft von St. Cäcilia stehenden Gebäude des Pfarrhauses und des Gemeindezentrums wurden in den Jahren von 1947 bis 1951 errichtet. Der Kirchenbauverein, dessen Aktivitäten in den Kriegsjahren zum Erliegen gekommen waren, konstituierte sich 1957 neu und sammelte in den folgenden Jahren die Mittel zum Bau der Kirchen St. Josef am Hammerweg und St. Bruder Klaus in der Mosbacher Waldstadt.
Die Kirche wurde seit ihrer Einweihung bereits mehrfach renoviert. 1954 waren konstruktive Änderungen an der Dachkonstruktion nötig, 1955 wurde die Heizungsanlage erneuert, 1964 und 1980 wurde die Kirche abermals modernisiert. 1971 wurde eine neue Orgel eingebaut. 1981 wurde das Untergeschoss der Kirche samt Krypta ausgebaut. 1981–1982 wurde der Vorplatz der Kirche, der zunächst einfach befestigt war, im Zweiten Weltkrieg einen Löschwasserteich erhielt und später asphaltiert und zum Parkplatz umgenutzt worden war, ansprechend ausgestaltet. Die Eingänge zur Kirche, zur Krypta und zur Sakristei wurden dabei ebenfalls umgestaltet. 1983–1984 wurden der Glockenstuhl erneuert und das Kirchendach mit einer Wärmedämmung versehen. 1985 erfolgte dann eine umfassende Gesamtrenovierung der Kirche, die seit 1983 unter Denkmalschutz steht.

## Beschreibung

### Architektur

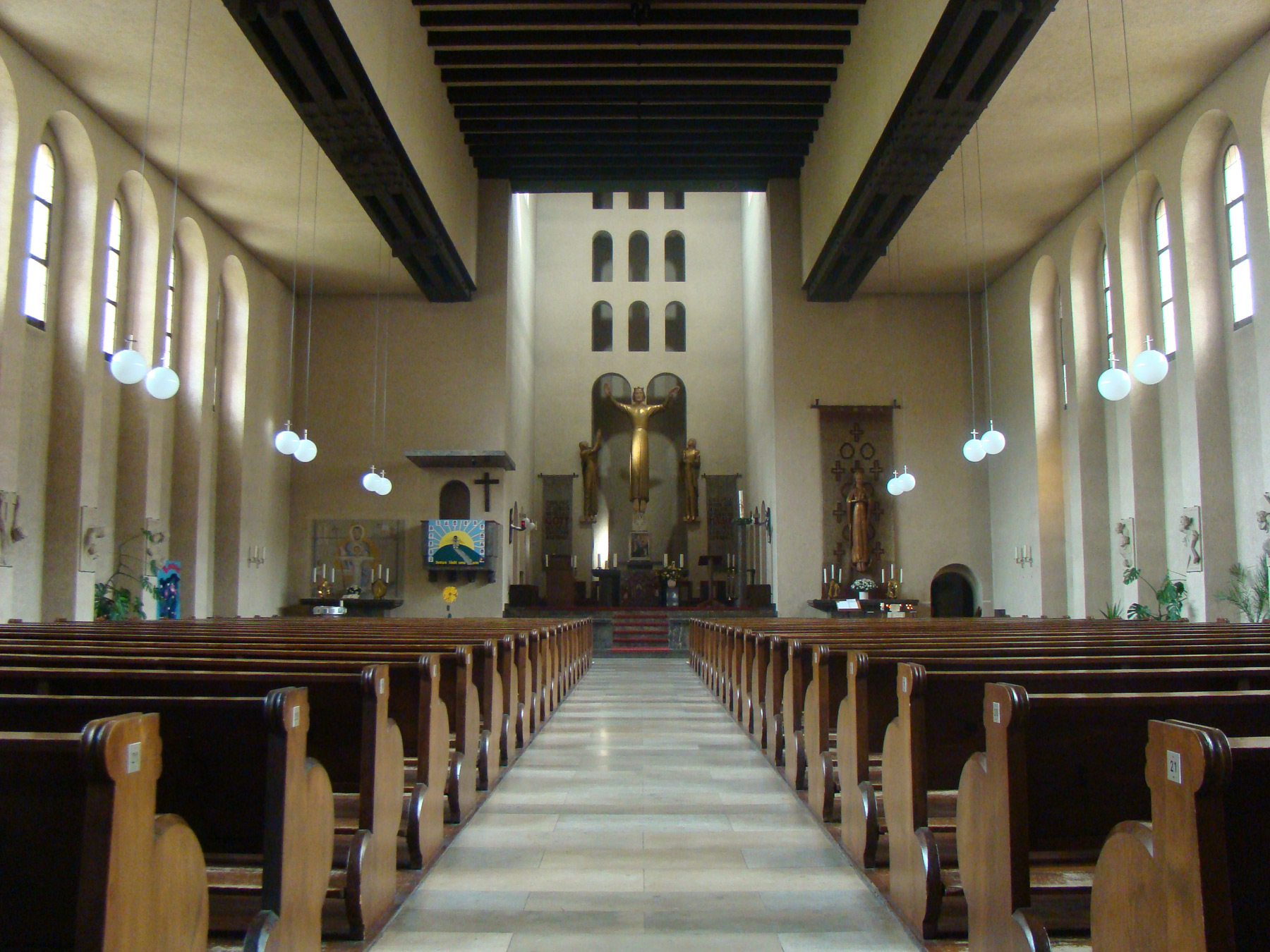
Blick zum Chor

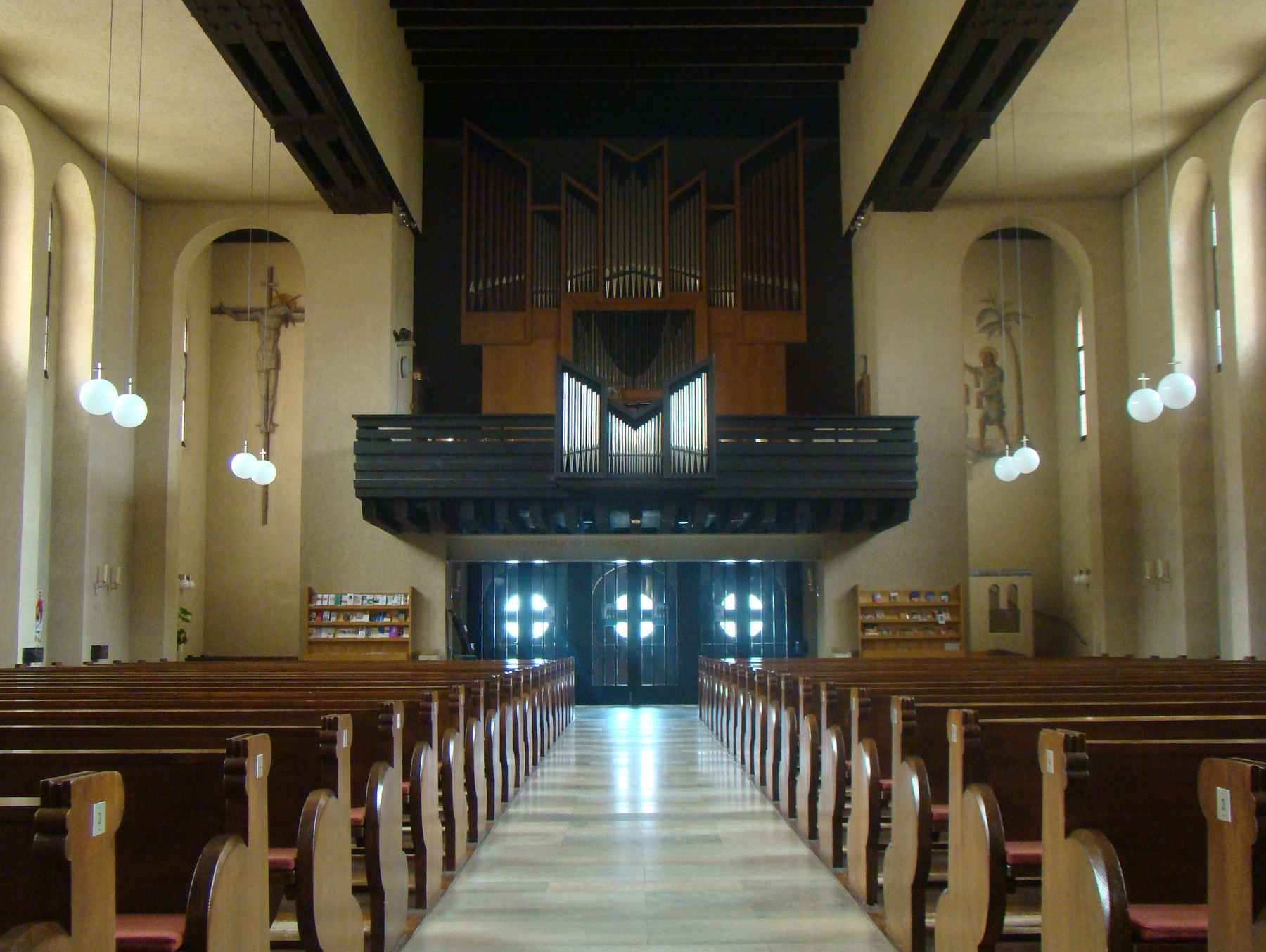
Blick zur Orgel

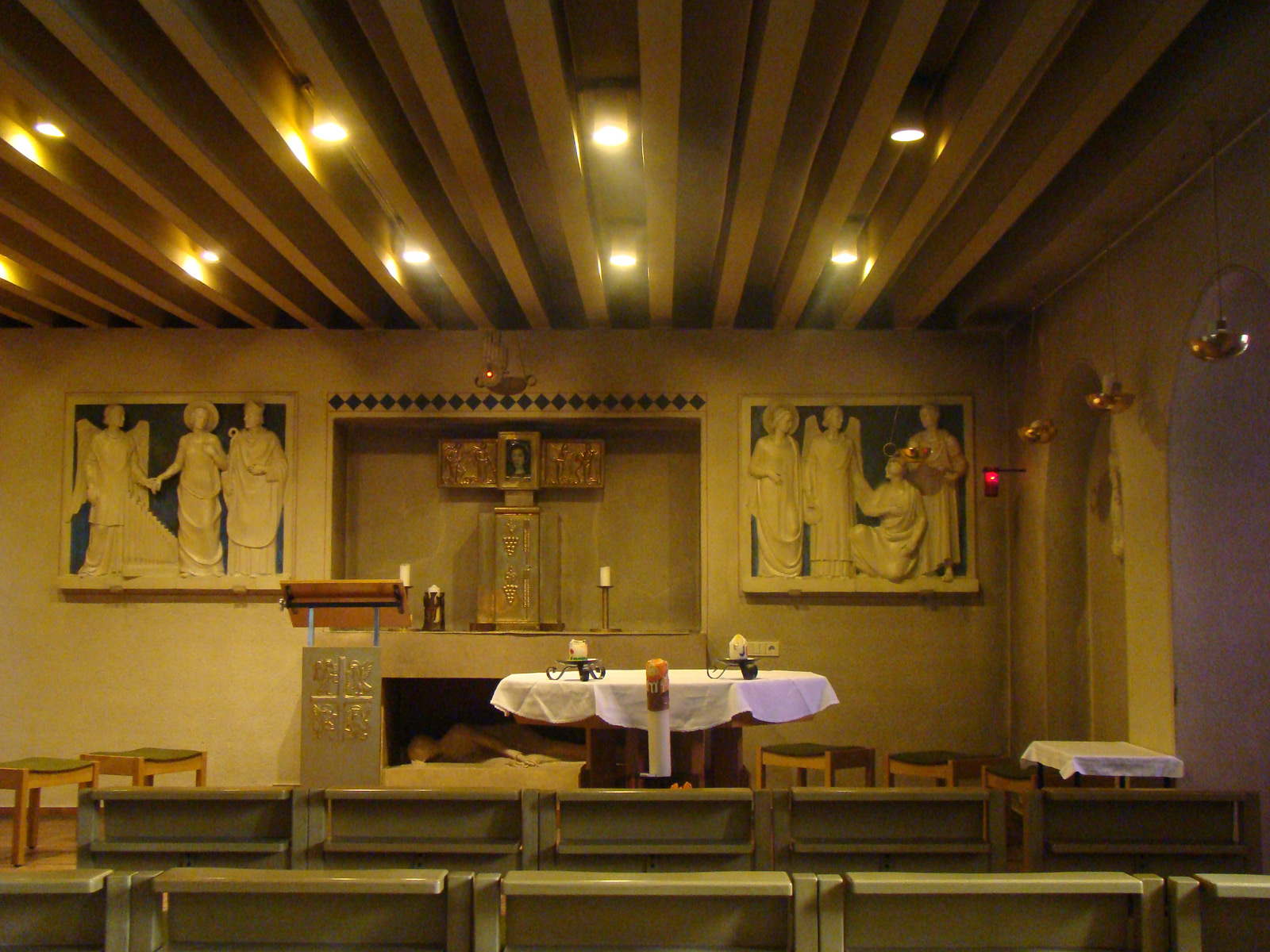
Krypta

Die Kirche liegt in Ostwest-Richtung entlang der Pfalzgraf-Otto-Straße. Das Bauwerk ist funktionell in Eingangsbereich, Kirchenschiff und Kirchturm dreigegliedert. Der mit einer dreiteiligen Bogenarkade versehene Portaltrakt steht quer zum Hauptbaukörper. Die dreifigurige Portalwandgestaltung stammt von dem Mannheimer Künstler Willy Oeser. Der Dachstuhl ist erstmals unter Herkommers Bauten als längsgespannte Holzbinderkonstruktion ausgeführt, die aus statischen Gründen 1954 durch Stahlträger verstärkt werden musste. Der wuchtige Turm hat ein flachgeneigtes Satteldach, dessen Neigung dem Dach des Kirchenschiffs entspricht. Straßenseitig ist an das Kirchenschiff eine Sakristei mit Pultdach angebaut. Unter dem Chor und der Sakristei erstreckt sich eine Krypta. Neben Heizraum und Gruppenräumen befindet sich im Untergeschoss der Kirche auch ein Luftschutzraum.

### Ausstattung und Bildschmuck
Im Osten des Kirchenschiffs befindet sich der Altarbereich. Die Chorwand ziert eine 3,40 Meter große Christkönig-Statue, die von Maria und Johannes flankiert wird. Die Chorwandfiguren wie auch die Figur der Unbefleckten Mutter Gottes über dem rechten Seitenaltar stammen von dem Karlsruher Bildhauer Emil Sutor. Altäre, Kommunionbank und Kanzel sind in dunklem Marmor ausgeführt. Die links vom Chor befindliche und über einen separaten Aufgang vom Chor zu erreichende Kanzel ist mit Evangelisten-Figuren des Offenburger Bildhauers Hermann Kramer versehen. Der Josefsaltar auf der linken Chorseite wurde von H. Hirt in Villingen gestaltet.
Im Westen der Kirche, anschließend an den Eingangsbereich, ist eine große Empore für Orgel und Sänger eingezogen. Links und rechts der Empore befinden sich Seitenkapellen mit Plastiken des Karlsruher Bildhauers Friedrich Hugel und des Münchner Bildhauers Adolf Giesin sowie mit Fresken des Karlsruher Malers Schilling. Die Fresken zeigen die Taufe Jesu sowie die Kreuzigung. In den Seitennischen des Eingangs sind außerdem Mosaikarbeiten von Berthold Müller-Oerlinghausen, die den Hl. Petrus und den Hl. Paulus darstellen. An den Wänden des Langhauses befindet sich eine halbplastische 14-teilige Passionsfolge von Edward Mürrle aus Pforzheim.
Der Altar in der Krypta ist eine Nachbildung des Grabmals der Hl. Cäcilia in Trastevere, ausgeführt vom Offenburger Bildhauer Kramer. Die Wandreliefs zum Altar stammen wiederum von Adolf Giesin. Die Nischen in einer Seitenwand der Krypta sind mit zusätzlichen Darstellungen der Heiligen Albert, Heinrich, Lioba und Elisabeth von Schilling ausgemalt.

### Orgel

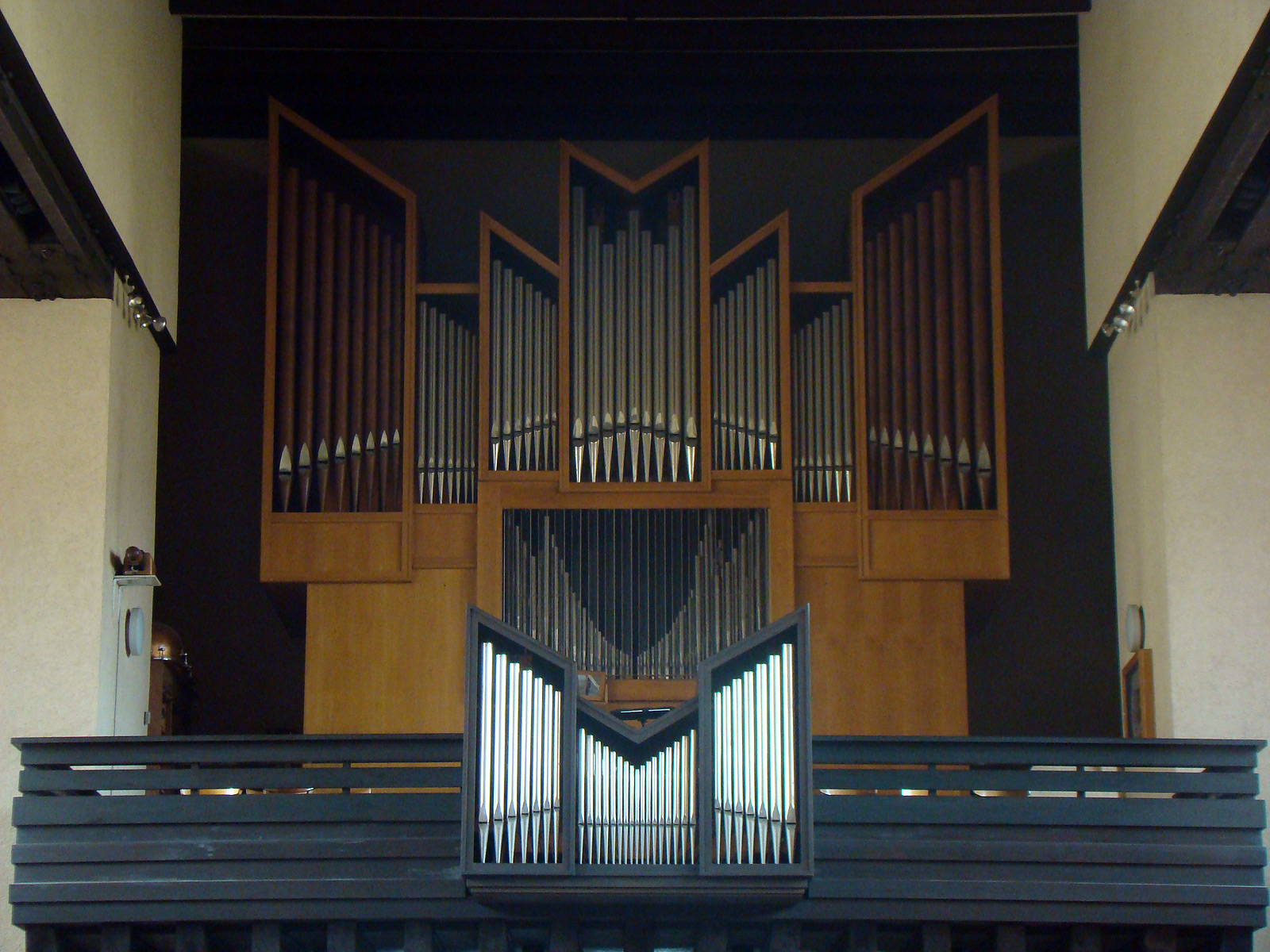
Orgel

Die Orgel der Kirche wurde 1970–1971 von der Orgelbauwerkstatt Michael Weise in Plattling gebaut. Die Orgel weist drei Manuale mit 28 Registern sowie ein Pedal mit acht Registern auf. Eine Besonderheit ist das Rückpositiv mit acht Registern.

### Glocken
Die ursprünglichen sieben Bronze-Glocken der Kirche wurden am 28. Februar 1935 bei der Glockengießerei Grüninger in Villingen gegossen und am 31. März 1935 in Mosbach geweiht. Sie waren zwischen 80 kg und 3300 kg schwer. Die sechs größten Glocken wurden 1942 zur Einschmelzung für Rüstungszwecke nach Hamburg verbracht. 
Nach dem Zweiten Weltkrieg kamen 1952 drei Glocken der ehemaligen Abtei Grüssau nach Mosbach, die 1935 von der Glockengießerei Petit & Gebr. Edelbrock gegossen worden waren. Die Glocken standen zur Verfügung, weil diese für das neue Domizil der Grüssauer Mönche, der Stiftskirche St. Peter in Bad Wimpfen, zu groß waren. 1966 wurden drei weitere Glocken in der Glockengießerei Perner in Passau gegossen, die das Geläut von St. Cäcilia wieder vervollständigten. Für das Totengebet wurde außerdem noch eine kleine Christusglocke im Glockenturm aufgehängt, gegossen bei Anselm Franz Speck 1778 und ursprünglich in St. Juliana in Mosbach verwendet. Sie wird nur einzeln, nicht mit den anderen Glocken zusammen geläutet. Alle Glocken wurden in Bronze gegossen. Der Glockenstuhl wurde 1983–1984 saniert.
| Glocke | Gussjahr | Durchmesser | Gewicht | Schlagton |
| ------ | -------- | ----------- | ------- | --------- |
| 1      | 1935     | 2040 mm     | 5392 kg | Gis°-5    |
| 2      | 1935     | 1610 mm     | 3088 kg | H°-5      |
| 3      | 1935     | 1470 mm     | 2048 kg | cis′-5    |
| 4      | 1966     | 1366 mm     | 1550 kg | dis′-4    |
| 5      | 1966     | 1137 mm     | 899 kg  | fis′-3    |
| 6      | 1966     | 1022 mm     | 637 kg  | gis′-3    |
|        |          |             |         |           |
| 7      | 1778     | 485 mm      |         | fis″-1    |

## Nachweise
1. ↑  Glockeninspektion Erzbistum Freiburg: Kath. Pfarrkirche St. Cäcilia in Mosbach

Koordinaten: 49° 21′ 0,9″ N, 9° 8′ 46,4″ O